# Color Out of Space
Para el relato corto de H. P. Lovecraft, véase El color del espacio exterior.
Color Out of Space es una película de terror dirigida por Richard Stanley, basada en el relato homónimo de H. P. Lovecraft. Protagonizada por Nicolas Cage, Joely Richardson, Madeleine Arthur, Q'orianka Kilcher y Tommy Chong, es el primer largometraje dirigido por Stanley desde que fuera despedido del rodaje de The Island of Dr. Moreau (1996).

## Argumento
A raíz de la mastectomía de su esposa Theresa (Joely Richardson), Nathan Gardner (Nicolas Cage) traslada a su familia a una granja rural ubicada en Arkham, Massachusetts, donde intenta cultivar tomates y criar alpacas para su leche. Su hija, Lavinia (Madeleine Arthur), practica la wicca y realiza rituales con la esperanza de restaurar la salud de su madre. Uno de sus rituales se ve interrumpido por la llegada de Ward (Elliot Knight), un hidrólogo que examina la capa freática en planificación de una presa hidroeléctrica. 
La familia está nerviosa por la mudanza: Theresa, una asesora financiera, está perdiendo clientes porque no puede obtener una señal confiable de Internet en esa ubicación tan remota; Nathan se siente descuidado porque no han tenido relaciones sexuales desde su cirugía hace seis meses y el resto de su familia no se toma en serio sus intentos de cultivar; su hijo Benny (Brendan Meyer) se junta con Ezra (Tommy Chong), un ermitaño local, y ha comenzado a fumar marihuana; su hijo menor Jack (Julian Hilliard) se retira y solo interactúa con el perro de la familia, Sam.
Una noche, Nathan convence a Theresa de que, a pesar de su reciente mutilación, sigue siendo atractiva y comienzan a tener relaciones sexuales pero estas se ven interrumpidas cuando un meteorito brillante aterriza en su patio delantero. La roca emite un color sobrenatural que distorsiona el mundo que lo rodea y hace que Nathan detecte un olor horrible. 
A la mañana siguiente, el meteorito ya no brilla y se está desmoronando. Ward, junto con la alcaldesa (Q'orianka Kilcher) y el sheriff Pierce (Josh C. Waller) de la ciudad cercana de Arkham, llegan a verlo. Ward nota que el agua subterránea ha adquirido un brillo aceitoso y lo evalúa. Ward aconseja a los Gardner que no la beban, pero no puede convencer a la alcaldesa de hacer nada porque ella no quiere asustar a los desarrolladores de la presa. 
Jack se obsesiona con un pozo que queda a pocos metros de donde cayó el meteorito. Una vegetación extraña y de colores brillantes comienza a crecer a su alrededor, insectos mutados salen volando del pozo y Jack insiste en que puede escuchar a un hombre dentro de él. Un equipo de noticias llega para entrevistar a Nathan sobre el meteorito, pero ha desaparecido misteriosamente y Nathan queda como un tonto borracho. 
Más tarde, mientras Theresa está preparando la cena, en una especie de lapsus, se corta dos dedos. Mientras Nathan la lleva rápidamente al hospital, deja a Benny a cargo, pero las cosas se salen rápidamente de control cuando Benny descubre que las alpacas son incontrolables, Lavinia recibe extrañas llamadas y tiene alucinaciones, Sam huye y Jack está traumatizado por algo que vio en el pozo. Ward visita a Ezra para advertirle sobre el agua contaminada y este le muestra unas grabaciones de las voces de las personas que hay bajo el suelo. Nathan se comporta agresivo y regaña a Benny y Lavinia con una rabia inusual. Intenta ducharse, pero se interrumpe cuando una criatura parecida a un calamar emerge del desagüe. Al día siguiente, después de que Nathan intenta cosechar sus tomates, que se han vuelto deformes e incomestibles, él y Theresa discuten cuando la señal de Internet vuelve a desaparecer y ella pierde un cliente.
La noche siguiente, Benny y Jack van al granero y descubren, horrorizados, que a Sam y a las alpacas les ha sucedido algo terrible. Theresa oye sus gritos y corre a ayudarlos, pero cuando intentan huir, ella y Jack son alcanzados por varios rayos coloridos que los unen transformándolos en una criatura abominable. Incapaz de arrancar el automóvil o pedir ayuda porque todos los dispositivos electrónicos han empezado a fallar, Nathan y los otros niños llevan al monstruo al ático donde luchan por decidir qué hacer con la miserable criatura. Nathan, enfurecido por lo que el meteorito le ha hecho a su familia, toma una escopeta y se dirige al granero, encuentra a Sam fusionado con todas sus alpacas y acaba aniquilando a la criatura. Después vuelve al ático, pide a sus hijos que se vayan y se dispone a matar a la criatura resultante de la fusión de su hijo y su esposa, pero es incapaz de continuar. 
Lavinia y Benny conspiran para huir de la granja, pero mientras se preparan para irse, Benny escucha a Sam quejándose en el pozo e insiste en ir tras él. El Color estalla en el agua y lo mata. Al perder la cordura, Nathan encierra a Lavinia en el ático con el monstruo, que ahora se ha vuelto agresivo y la ataca. Ward y el sheriff llegan a la casa para encontrar a un Nathan atontado. Al escuchar los gritos de Lavinia, corren a ayudarla pero quedan atónitos frente a la criatura. Finalmente, Nathan aparece y la mata con su escopeta. Cuando salen de la casa, El Color sale del pozo, enloqueciendo a Nathan. Él intenta dispararle a Ward y el sheriff le dispara a Nathan, quien muere en las manos de Lavinia. Ella se rehúsa a abandonar la granja. 
Ward y el sheriff van a buscar a Ezra, pero solo encuentran su cadáver disecado y una grabación donde cuenta que El Color está intentando refundar la Tierra. El cadáver implosiona, haciendo que llueva color en todas partes, un árbol cobre vida y mate al sheriff mientras Ward huye. 
Ward llega a intentar rescatar a Lavinia, pero El Color explota desde el pozo y ruge hacia el cielo en forma de embudo. Lavinia toca a Ward y comparte con él su visión de dónde proviene El Color: un horrible sector del espacio exterior habitado por extrañas y repulsivas entidades con tentáculos. Ward queda traumatizado y Lavinia se convierte en polvo, uniéndose al Color. Intentando salvarse, Ward se esconde en la granja, donde el espacio y el tiempo comienzan a desmoronarse a su alrededor, donde se enfrenta a visiones extrañas de la familia Gardner y una versión asesina de Nathan lo ataca. Por poco, logra escapar y esconderse en la bodega, apreciando cómo El Color toma el poder, derribando la casa y dejando toda la plantación hundida en la desolación, cubierta por ceniza y niebla. 
En un epílogo, Ward se detiene junto a la presa terminada y dice que, sabiendo lo que sabe sobre ese lugar, jamás beberá su agua.

## Reparto
- Nicolas Cage como Nathan Gardner.
- Joely Richardson como Theresa Gardner.
- Madeleine Arthur como Lavinia Gardner.
- Brendan Meyer como Benny Gardner.
- Julian Hilliard como Jack Gardner.
- Tommy Chong como Ezra.
- Elliot Knight como Ward Phillips.
- Josh C. Waller como el sheriff Pierce.
- Q'orianka Kilcher como la alcaldesa Tooma.

## Producción
La madre de Richard Stanley, Penny Miller, era una gran fan de H. P. Lovecraft. Le leyó las obras de Lovecraft a Stanley cuando este era joven. A la edad de 12 o 13 años leyó "El color del espacio exterior", que "siempre ha sido parte de [su] composición psicológica". Cuando su madre sufría de cáncer, Stanley le leía las obras de Lovecraft en sus años de declive.
Stanley anunció inicialmente el proyecto en 2013, mostrando una prueba de concepto en línea. En septiembre de 2015, se anunció que Spectrevision produciría la película con una fecha de inicio prevista para principios de 2016.
Tras muchos retrasos, se anunció en diciembre de 2018 que Nicolas Cage había firmado para interpretar el papel principal y que el rodaje comenzaría a principios de 2019. En enero de 2019 la producción anunció incorporaciones adicionales del reparto, incluyendo a la estrella Joely Richardson, Tommy Chong, Elliot Knight, Julian Hilliard y Q’Orianka Kilcher. El rodaje se llevó a cabo en Portugal en febrero de 2019.

## Estreno
Color Out of Space se estrenó el 7 de septiembre de 2019 en la sección Midnight Madness del Festival Internacional de Cine de Toronto 2019. El 6 de septiembre de 2019 se anunció que RLJE Films había adquirido los derechos de distribución en Estados Unidos, y el estreno en Estados Unidos tuvo lugar el 24 de enero de 2020.

### Premios
| Premio                                    | Fecha de ceremonia      | Categoría                                       | Receptor(es) | Resultado | Ref(s) |
| ----------------------------------------- | ----------------------- | ----------------------------------------------- | ------------ | --------- | ------ |
| Festival Internacional de Cine de Toronto | 7 de septiembre de 2019 | Creative Coalition's Spotlight Initiative Award | Nicolas Cage | Ganador   | [ 17 ] |